# Adam's Peak
Adam's Peak (Sinhala Sri Pada, Tamil Sivanolipatha Malai, Arabisch Al-Rohun) is een 2243 meter hoge berg op Sri Lanka. Voor zowel het boeddhisme als het christendom, het hindoeïsme en de islam geldt de berg als heilig.
Pelgrims lopen de berg op over een van de routes naar boven, die alle bestaan uit duizenden traptreden; de kortste route bestaat uit 6442 treden. De tocht omhoog duurt enkele uren. Langs het pad, dat verlicht is met lantaarns, wordt drank en fruit verkocht en kan gerust worden. Iedere Sri Lankaan wordt geacht deze tocht minstens eenmaal in zijn leven te maken.
De meeste pelgrims maken deze tocht in april en de bedoeling is om op de top te zijn bij zonsopgang, wanneer de uitgesproken vorm van de berg een driehoekige schaduw op de omgeving achterlaat. Deze schaduw verplaatst zich snel met het opgaan van de zon.
Op de top van de berg is een bijna twee meter grote voetafdruk. Door de lokale moslims en christenen wordt deze gezien als een voetafdruk van Adam, die op Sri Lanka werd geplaatst nadat hij was verstoten uit de Hof van Eden. Boeddhisten wijden de voetafdruk aan Boeddha, hindoes aan Shiva en christenen soms ook aan de heilige Thomas. De boeddhistische legende vertelt ook over een andere voetafdruk die in India, op 150 kilometer afstand te vinden is.